# 夢をみせてよ
兵庫県立ピッコロ劇団第66回公演 / ピッコロシアタープロデュース『夢をみせてよ』（ゆめをみせてよ）は、2020年2月28日から3月1日に兵庫県立芸術文化センター・阪急中ホールにおいて上演された日本の舞台作品。宝塚市で活躍したシンシア (介助犬)をモチーフにした群像劇。作=岡部尚子(空晴)、演出=内藤裕敬(南河内万歳一座)、客演=小川菜摘。兵庫県立ピッコロ劇団の設立25周年記念公演でもある。

## キャスト

### 劇団グランデの劇団員
- 座長 - 柴野航輝

かつては天才演劇少年と呼ばれたが、現在は20代後半となり伸び悩んでいる。劇団の元座付き作家・山本が退団し、新作の台本作りにも苦労している。
- 石川 - 原　竹志

座長の話題性に夢を見て入団したが、40歳手前になり不安や焦りを感じ始めている。劇団の元座付き作家・山本が退団したことを根に持っている。
- しゅん - 吉村祐樹

退団した劇団の元座付き作家・山本と連絡を取り合っており、東京へ来るように誘われている。
- グッチ - 小池裕之（空晴）

バイトを紹介してもらうため、後輩のまゆとともに「ばあちゃん」の家へ向かっている。幼馴染みの真紀が稽古を見学に来るのを楽しみにしている。
- とおる - 福重　友（南河内万座一座）

４５歳になるが芽が出ないでいる。三恵との付き合いは長く結婚の話も出ているが、煮え切らないでいる。
- ケン - 長山知史

身内が亡くなり落ち込んでいて、劇団やバイトを10日も休んでいる。
- まゆ - 金田萌果

「ばあちゃん」のお世話をするバイトをしており、先輩のグッチにもバイトを紹介するため「ばあちゃん」の家へ向かう途中で、はると出会う。
- 南 - 木村美憂

先輩の石川が座長の台本をけなすので一生懸命にかばうが、具体的な反論が出来ない。

### 劇団に関わる人々
- 山本 - 三坂賢二郎

劇団の元座付き作家。東京の事務所からの引き抜きで退団。劇団の同期であるしゅんに会うために宝塚へ帰ってきた。
- さおり - 平井久美子

とおるの姉。とおると三恵との関係をはっきりさせるため、三恵を連れて稽古場に乗り込んでくる。
- 三恵 - 森　万紀

とおるの彼女。芽の出ないとおるを支えている。さおりに強引に稽古場へ連れてこられる。
- トモ - 田渕詩乃

ケンの姉。ケンが落ち込んで劇団を10日も休んでいるのを心配して、無理矢理ケンを稽古場に連れてくる。

### 劇団員たちが出会う人々
- はる - 原田樹里（演劇集団キャラメルボックス）

「ばあちゃん」の隣に住んでいる。「ばあちゃん」が余命いくばくもなく、大好きだった「しんちゃん」に会いたがっていることを察して、「しんちゃん」を探し出すことを決心する。
- 真一 - 菅原ゆうき

シンシアの銅像の側をうろついている謎の少年。
- 矢澤 - 一木美貴子（プロジェクトＫＡＩ）

介助犬のパピーウォーカーのボランティア。座長の取材を受けた。
- 小田 - 孫　高宏

介助犬のキャリアチェンジ犬を引き取り世話をするボランティア。座長の取材を受けた。
- 真紀 - 青野愛子

グッチの幼馴染み。結婚5年になり、夫の中川と「欲しい」「いらん」で揉めている。グッチの劇団の稽古を見学に行くのを楽しみにしている。
- 中川 - 堀江勇気

真紀の夫。真紀が稽古の見学に行くのを心配して付いていく。「欲しい」「いらん」で揉めていることを、初対面の座長に相談する。
- 淳子 - 木之下由香

クララのお付き。クララが広げたいという企画に理解を示している。
- 柴 - 橘　義

クララのお付き。クララの意に反して、怪しい行動をしている。
- シンシアの銅像

舞台の展開を見守るように、ステージ手前の中央に置かれている。
- クララ - 小川菜摘（客演）

柴の「テレパシーで心を通じることができる」との触れ込みで、超能力者としてテレビ等で有名。本人はそのような触れ込みを止めるように言っている。本名は、迫田真知子。

## スタッフ
- 作：岡部尚子（空晴）
- 演出：内藤裕敬（南河内万歳一座）
- 美術：加藤登美子
- 照明：皿袋誠路(株式会社ピーエーシーウエスト)
- 作曲編曲：藤森暖生(株式会社結音)
- 音響：Alain Nouveau
- 衣裳：木場絵理香
- 衣裳助手：亀井妙子
- 演出助手：眞山直則
- 舞台監督：鈴木田竜二
- 舞台監督助手：政香里沙
- 音声ガイド(状況放送)：風太郎
- 制作助手：大段満里子
- 制作：山本由利子、新倉奈々子

## 主催等
- 主催：兵庫県立尼崎青少年創造劇場 / 兵庫県 / 兵庫県立芸術文化センター
- 後援:サンテレビジョン